# Androsace vandellii
Androsace vandellii är en viveväxtart som först beskrevs av Antonio Turra, och fick sitt nu gällande namn av Emilio Chiovenda. Androsace vandellii ingår i släktet grusvivor, och familjen viveväxter. Inga underarter finns listade i Catalogue of Life.

## Bildgalleri

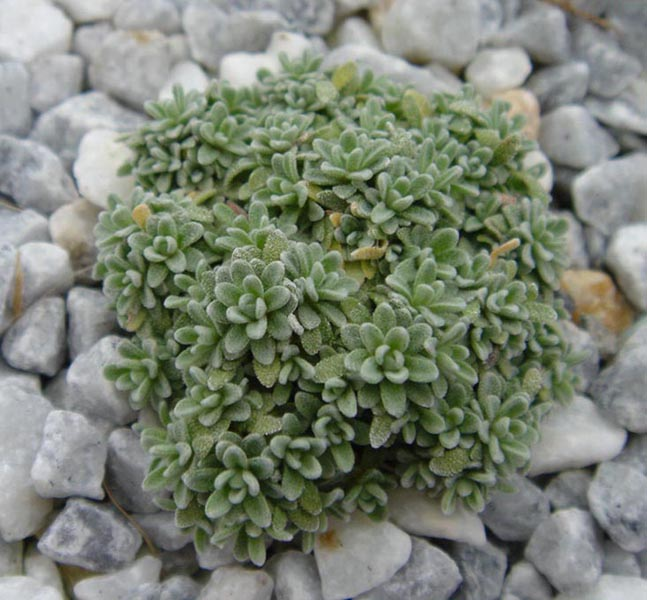
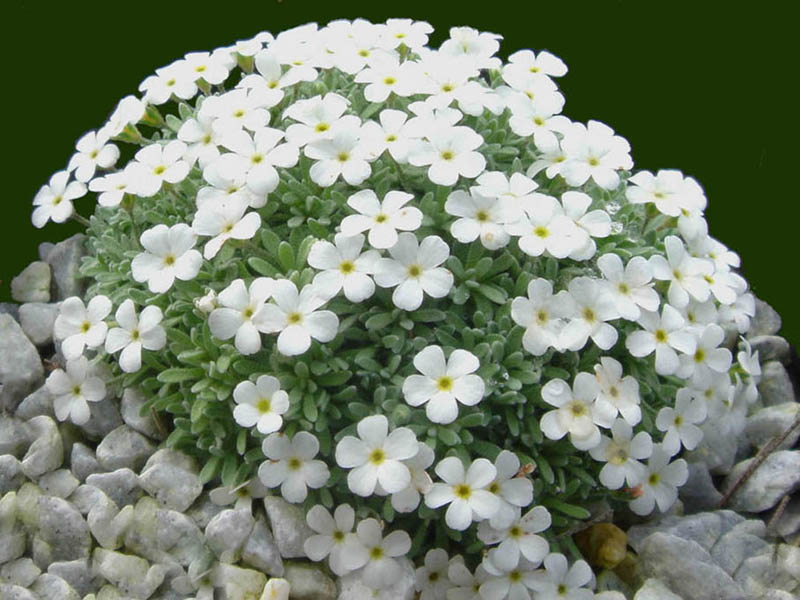
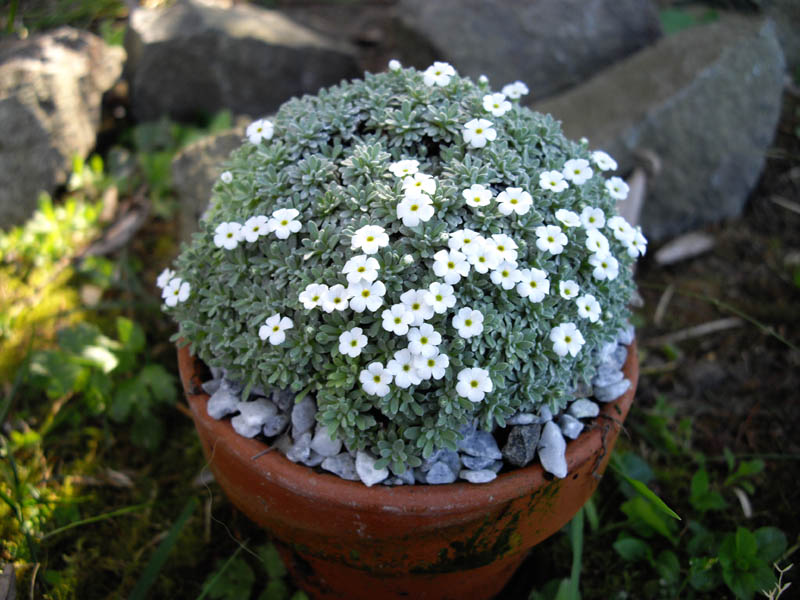
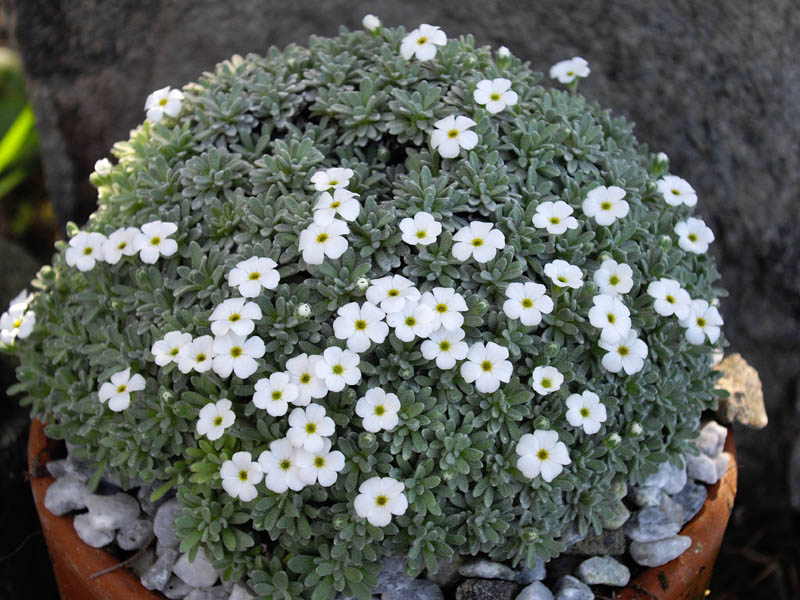
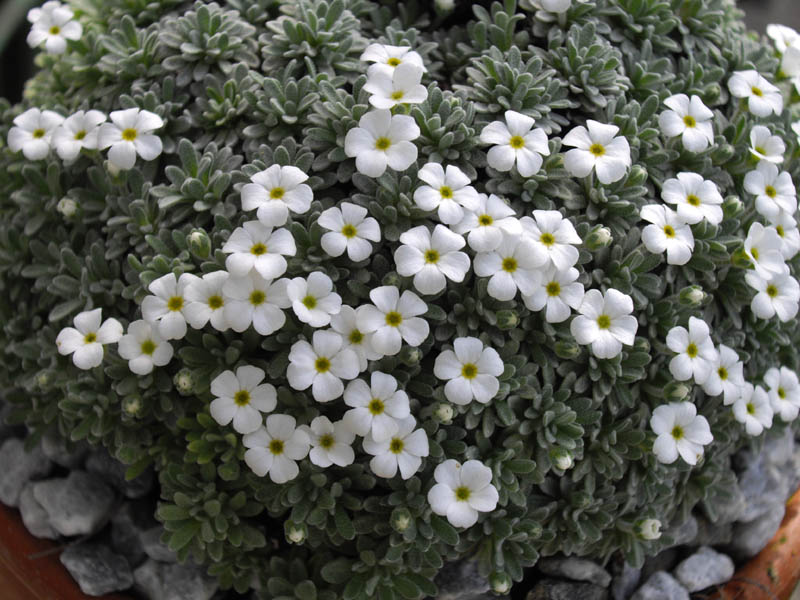
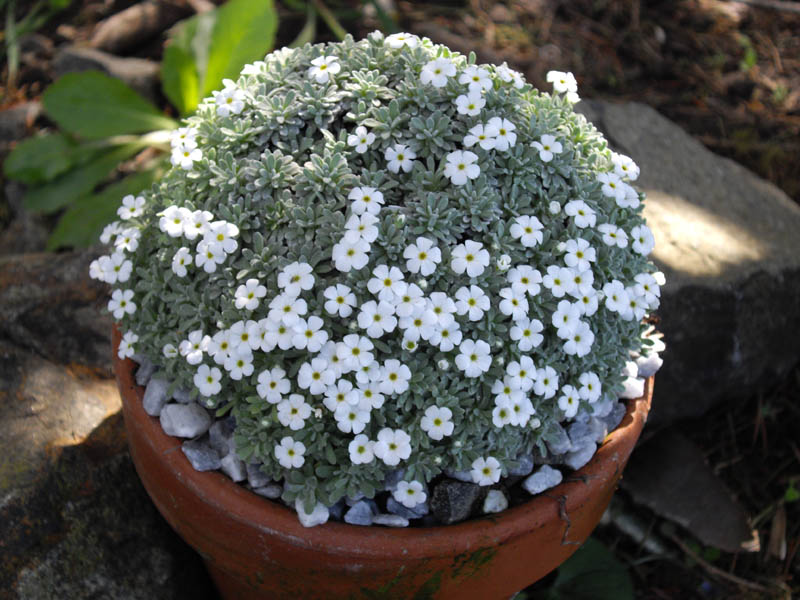